# Финке, Фолькер
Фо́лькер Фи́нке (нем. Volker Finke; 24 марта 1948, Нинбург, Нижняя Саксония) — немецкий футболист, тренер.

## Игровая карьера
В 1967—1969 гг. Финке являлся игроком клуба «Хавелсе», который выступал в региональной лиге «Север» чемпионата ФРГ.
В 1969—1974 гг. играл в той же лиге за команду «Гановершер» из Ганновера.
После 1974 года короткое время играл за команды из Нижней Саксонии.

## Тренерская карьера
Карьеру тренера Финке начал в 1974 году, возглавив команду «Штелинген» в одной из низших немецких лиг. В 1986 году перешёл в «Хавелсе».
В 1991 году Финке стал главным тренером «Фрайбурга», на тот момент выступавшего во Второй Бундеслиге. Под руководством Фолькера «Фрайбург» смог выйти в Первую Бундеслигу, а через два года стать бронзовым призёром немецкого чемпионата. Позже команда вновь оказалась во Второй Бундеслиге, но в 2003 году благодаря усилиям Финке повторно вышла в первый дивизион. Фолькер покинул «Фрайбург» в 2007 году. Он занимал пост главного тренера в течение 16 сезонов.
В 2009—2010 гг. Финке возглавлял команду японской высшей лиги «Урава Ред Даймондс». В 2010—2012 гг. являлся спортивным директором немецкого клуба «Кёльн», в 2011 году также исполнял обязанности главного тренера команды.
В 2013—2015 гг. Финке возглавлял сборную Камеруна. Под его руководством команда смогла квалифицироваться на чемпионат мира в Бразилии.

## Достижения
Фрайбург
- Победитель Второй Бундеслиги: (2) 1992/93, 2002/03